# Smith–Connally Act
De Smith–Connally Act of War Labor Disputes Act (Oorlogswet arbeidsgeschillen) was een Amerikaanse wet aangenomen tijdens de Tweede Wereldoorlog die de president machtigde om stakingen te breken. De wet werd op 25 juni 1943 aangenomen door het Congres, na een eerder veto van president Roosevelt.
Om de Amerikaanse industriële productie tijdens de oorlog te vrijwaren waren er afspraken tussen vakbonden en werkgeversorganisaties om niet tot stakingen over te gaan. In ruil verkregen de vakbonden waarborgen omtrent lidmaatschap van de vakbonden en een zeker inspraak in de organisatie van de oorlogsindustrie. Aanleiding voor de wet was een lang aanslepende mijnwerkersstaking in 1943. Langs vakbondszijde was er onvrede omtrent de wettelijke rem op de lonen, terwijl bedrijven door de overheidscontracten grote winsten maakten. Het Congres nam het initiatief tot deze wet om nieuwe stakingen te voorkomen. Het voorstel werd ingediend door senatoren Tom Connally en Howard Smith. De wet werd een eerste keer toegepast in Philadelphia in 1944 toen het leger werd ingezet om een staking in het openbaar vervoer te beëindigen.